# یایلاداغی
یایلاداغی (به ترکی استانبولی: Yayladağı) یک منطقهٔ مسکونی در ترکیه است که در استان ختای واقع شده‌است. یایلاداغی ۴۵۰ متر بالاتر از سطح دریا واقع شده‌است.